# 지갱쇼르주
지갱쇼르주(프랑스어: Région de Ziguinchor, 월로프어: Diiwaanu Siggcoor)는 세네갈의 주이다. 지갱쇼르주는 역사적으로 하카자망스(Basse-Casamance)라고 불려왔다.

## 데파르트망
지갱쇼르주는 3개의 데파르트망(현)으로 나뉜다.
- 비뇨나현
- 우수예현
- 지갱쇼르현